# Оберриксинген
Оберриксинген (нем. Oberriexingen) — город в Германии, в земле Баден-Вюртемберг.
Подчинён административному округу Штутгарт. Входит в состав района Людвигсбург. Население составляет 3167 человек (на 31 декабря 2010 года). Занимает площадь 8,17 км². Официальный код — 08 1 18 059.

## Известные уроженцы
- Гайзер, Герд (1908-1976) — немецкий писатель и искусствовед. Доктор наук. Лауреат ряда западногерманских литературных премий.